# Malause

Malause este o comună în departamentul Tarn-et-Garonne din sudul Franței. În 2009 avea o populație de 1.028 de locuitori.

## Evoluția populației
| An        | 1975 | 1982 | 1990 | 1999 | 2006 | 2009  |
| --------- | ---- | ---- | ---- | ---- | ---- | ----- |
| Populație | 762  | 742  | 843  | 871  | 924  | 1.028 |